# Club Atlético de Madrid 1970-1971
Questa voce raccoglie le informazioni riguardanti il Club Atlético de Madrid nelle competizioni ufficiali della stagione 1970-1971.

## Stagione
Nella stagione 1970-1971 i Colchoneros, allenati da Marcel Domingo, terminarono il campionato al terzo posto a un solo punto dalla capolista Valencia dopo aver pareggiato per 1-1 all'ultima giornata contro il Barcellona, anch'esso in lotta per il titolo. José Eulogio Gárate vinse il terzo titolo di Pichichi della sua carriera, mentre Rodri fu vincitore del Trofeo Zamora. Il 24 gennaio 1971, in occasione della sconfitta esterna contro il Celta Vigo, l'Atlético mise a segno il suo gol numero 2000 nella Liga grazie a Orozco. In Coppa del Generalísimo l'Atlético Madrid venne eliminato dal Barcellona, futuro campione, in semifinale. In Coppa dei Campioni, i Rojiblancos persero in semifinale contro gli olandesi dell'Ajax, anch'essi futuri vincitori della coppa.

## Maglie e sponsor
| Manica sinistra · Manica sinistra · Maglietta · Maglietta · Manica destra · Manica destra · Pantaloncini · Calzettoni |

## Rosa

Isacio Calleja (n. 3) saluta Pierluigi Cera il 21 ottobre 1970, prima della sfida di Coppa dei Campioni tra i Colchoneros e il.

| N. |                      | Ruolo | Calciatore                |
| -- | -------------------- | ----- | ------------------------- |
| -  | Spagna (bandiera)    | P     | Rodri                     |
| -  | Spagna (bandiera)    | P     | Jesús María Zubiarrain    |
| -  | Spagna (bandiera)    | D     | Francisco Melo            |
| -  | Spagna (bandiera)    | D     | Isacio Calleja            |
| -  | Spagna (bandiera)    | D     | Eusebio Bejarano          |
| -  | Spagna (bandiera)    | D     | Jesús Martínez Jayo       |
| -  | Spagna (bandiera)    | D     | Julio Iglesias Santamaría |
| -  | Argentina (bandiera) | D     | Iselín Ovejero            |
| -  | Spagna (bandiera)    | D     | Enrique Vicente Hernández |
| -  | Spagna (bandiera)    | C     | Alberto Fernández         |

| N. |                   | Ruolo | Calciatore        |
| -- | ----------------- | ----- | ----------------- |
| -  | Spagna (bandiera) | C     | Adelardo          |
| -  | Spagna (bandiera) | C     | Ignacio Salcedo   |
| -  | Spagna (bandiera) | C     | Juan Antonio      |
| -  | Spagna (bandiera) | A     | Javier Irureta    |
| -  | Spagna (bandiera) | A     | Julio Orozco      |
| -  | Spagna (bandiera) | A     | José Ufarte       |
| -  | Spagna (bandiera) | A     | José Gárate       |
| -  | Spagna (bandiera) | A     | Luis Aragonés     |
| -  | Spagna (bandiera) | A     | Luis Ramón Leirós |

## Risultati

### Primera División

#### Girone di andata
| Arbitro: | Sánchez Ríos |

|              |           |             |
| Carmelín 70’ | Marcatori | 65’ Irureta |

| Arbitro: | Medina Iglesias |

|                 |           |  |
| Gárate 19’, 38’ | Marcatori |  |

| Arbitro: | Tomeo Palanques |

|  |           |            |
|  | Marcatori | 41’ Gárate |

| Arbitro: | Vilanova Pericas |

|                              |           |          |
| Alberto 60’ Irureta 64’, 88’ | Marcatori | 38’ Juan |

| Arbitro: | Sánchez Ibáñez |

|  |           |                        |
|  | Marcatori | 48’ Gárate 75’ Irureta |

| Arbitro: | Orrantia Capelastegui |

|                                   |           |          |
| Ufarte 13’ Orozco 17’ Salcedo 29’ | Marcatori | 38’ Vavá |

| Barcellona 25 ottobre 1970 7ª giornata | Español          | 0 – 0 referto | Atlético Madrid | Sarriá\| Arbitro: \| Pascual Tejerina \| |
| Arbitro:                               | Pascual Tejerina |               |                 |                                          |

| Arbitro: | Sánchez Ríos |

|                           |           |               |
| Adelardo 85’ Gárate 90+1’ | Marcatori | 9’, 32’ Bueno |

| Arbitro: | Vilanova Pericas |

|            |           |  |
| Sergio 70’ | Marcatori |  |

| Arbitro: | Pintado Viu |

|                                         |           |          |
| Gárate 24’, 54’ Orozco 37’ Adelardo 77’ | Marcatori | 76’ Eloy |

| Granada 29 novembre 1970 11ª giornata | Granada        | 0 – 0 referto | Atlético Madrid | Los Cármenes\| Arbitro: \| Sánchez Ibáñez \| |
| Arbitro:                              | Sánchez Ibáñez |               |                 |                                              |

| Arbitro: | Martín Álvarez |

|             |           |  |
| Irureta 17’ | Marcatori |  |

| Arbitro: | Urrestarazu Elordi |

|            |           |                   |
| Valdés 19’ | Marcatori | 55’ (rig.) Ufarte |

| Arbitro: | Carreño Arquimbau |

|                        |           |            |
| Gárate 10’ Irureta 23’ | Marcatori | 9’ Migueli |

| Arbitro: | Medina Iglesias |

|                        |           |  |
| Marcial 13’ Rexach 24’ | Marcatori |  |

#### Girone di ritorno
| Arbitro: | Navarrete Antiñolo |

|                 |           |          |
| Orozco 17’, 70’ | Marcatori | 24’ León |

| Arbitro: | Oliva Fortuny |

|             |           |  |
| Betzuen 19’ | Marcatori |  |

| Arbitro: | Franco Martínez |

|                             |           |  |
| Gárate 20’ Irureta 27’, 54’ | Marcatori |  |

| Arbitro: | Pascual Tejerina |

|                          |           |                        |
| Costas 27’ Juan 53’, 73’ | Marcatori | 25’ Orozco 37’ Salcedo |

| Arbitro: | Saiz Elizondo |

|                                        |           |                    |
| Orozco 10’, 65’ Gárate 23’ Alberto 72’ | Marcatori | 70’ García Soriano |

| Arbitro: | Tomeo Palanques |

|  |           |                                         |
|  | Marcatori | 38’, 87’, 89’ (rig.) Gárate 54’ Irureta |

| Arbitro: | Serrano Sancristóbal |

|                                   |           |  |
| Irureta 35’ Gárate 50’ Orozco 90’ | Marcatori |  |

| Arbitro: | Urrestarazu Elordi |

|           |           |  |
| Pirri 10’ | Marcatori |  |

| Arbitro: | Medina Iglesias |

|                                    |           |  |
| Gárate 36’ Ufarte 58’ Aragonés 66’ | Marcatori |  |

| Arbitro: | Carreño Arquimbau |

|          |           |             |
| Lora 68’ | Marcatori | 30’ Irureta |

| Arbitro: | Orrantia Capelastegui |

|                             |           |  |
| Irureta 12’, 88’ Orozco 63’ | Marcatori |  |

| Arbitro: | Medina Díaz |

|  |           |            |
|  | Marcatori | 17’ Gárate |

| Arbitro: | Navarrete Antiñolo |

|                             |           |  |
| Alonso 5’ (aut.) Gárate 74’ | Marcatori |  |

| Malaga 10 aprile 1971 29ª giornata | Malaga             | 0 – 1 referto | Atlético Madrid | La Rosaleda\| Arbitro: \| Urrestarazu Elordi \| |
| Arbitro:                           | Urrestarazu Elordi |               |                 |                                                 |

| Arbitro: | Medina Iglesias |

|              |           |                   |
| Aragonés 63’ | Marcatori | 59’ Martí Filosia |

### Coppa del Generalísimo
| Oviedo 25 aprile 1971 Sedicesimi di finale – Andata | Real Oviedo    | 0 – 0 referto | Atlético Madrid | Carlos Tartiere (40 000 spett.)\| Arbitro: \| Sánchez Ibáñez \| |
| Arbitro:                                            | Sánchez Ibáñez |               |                 |                                                                 |

| Arbitro: | Santana Páez |

|                                  |           |  |
| Irureta 17’, 53’, 81’ Leirós 33’ | Marcatori |  |

| Arbitro: | Tomeu Palanques |

|  |           |                        |
|  | Marcatori | 50’ Ufarte 89’ Eusebio |

| Arbitro: | Medina Díaz |

|              |           |                |
| Aragonés 82’ | Marcatori | 64’ Goicoechea |

| Arbitro: | Oliva Fortuny |

|                            |           |                  |
| Urtiaga 28’, 30’ Arzac 58’ | Marcatori | 31’, 56’ Irureta |

| Arbitro: | Medina Díaz |

|                                          |           |  |
| Gárate 10’, 68’ Irureta 18’ Adelardo 72’ | Marcatori |  |

| Arbitro: | María Urrestarazu |

|  |           |             |
|  | Marcatori | 62’ Marcial |

| Arbitro: | Medina Díaz |

|            |           |            |
| Dueñas 43’ | Marcatori | 54’ Gárate |

### Coppa dei Campioni
| Arbitro: | Loraux |

|                        |           |  |
| Aragonés 9’ Gárate 54’ | Marcatori |  |

| Arbitro: | Kitabdjian |

|                    |           |                         |
| Krieger 20’ (rig.) | Marcatori | 42’ Aragonés 84’ Gárate |

| Arbitro: | Krňávek |

|                     |           |              |
| Riva 42’ Gori 45+4’ | Marcatori | 77’ Aragonés |

| Arbitro: | Jones |

|                               |           |  |
| Aragonés 33’, 72’ (rig.), 89’ | Marcatori |  |

| Arbitro: | Marschall |

|              |           |  |
| Adelardo 22’ | Marcatori |  |

| Arbitro: | Taylor |

|                            |           |             |
| Pieszko 25’ Stachurski 54’ | Marcatori | 11’ Salcedo |

| Arbitro: | Schulenburg |

|             |           |  |
| Irureta 43’ | Marcatori |  |

| Arbitro: | Sbardella |

|                                     |           |  |
| Keizer 8’ Suurbier 80’ Neeskens 85’ | Marcatori |  |

## Statistiche

### Statistiche di squadra
| Competizione           | Punti | Totale | Totale | Totale | Totale | Totale | Totale | DR  |
| Competizione           | Punti | G      | V      | N      | P      | Gf     | Gs     | DR  |
| ---------------------- | ----- | ------ | ------ | ------ | ------ | ------ | ------ | --- |
| Primera División       | 42    | 30     | 17     | 8      | 5      | 51     | 20     | +31 |
| Coppa del Generalísimo | -     | 8      | 3      | 3      | 2      | 14     | 6      | +8  |
| Coppa dei Campioni     | -     | 8      | 5      | 0      | 3      | 11     | 8      | +3  |
| Totale                 | 42    | 46     | 25     | 11     | 11     | 76     | 35     | +41 |